# تسفي هيرش كاليشر

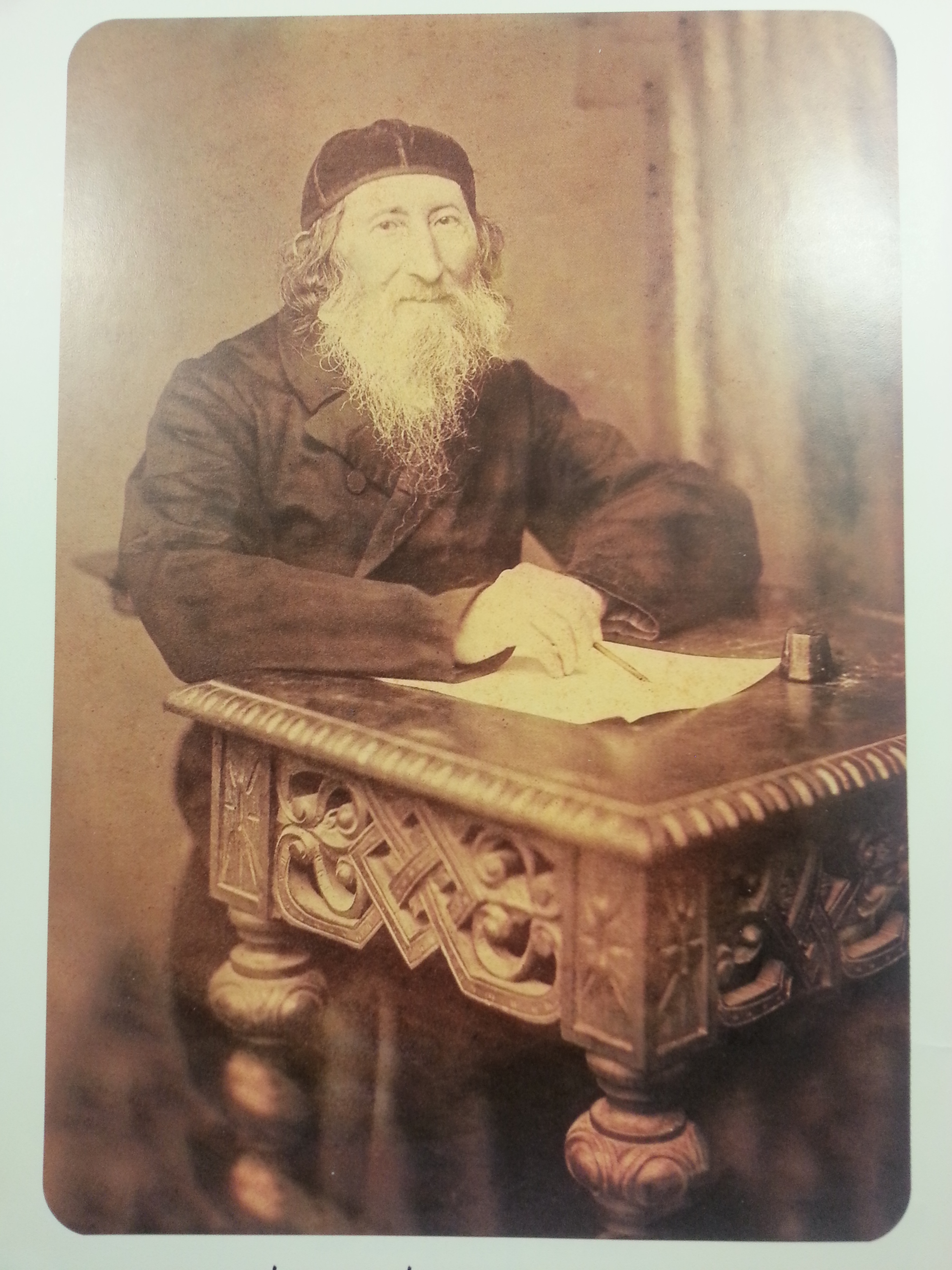
تسفي هيرش كاليشر

تسفي هيرش كاليشر (24 مارس 1795 – 16 أكتوبر 1874) كان حاخام ألماني أرثوذكسي عبر عن وجهات نظر، من منظور ديني، لصالح استيطان اليهود في أرض فلسطين، فقد رأى ان الهجرة اليهودية والاستيطان بفلسطين تأدية لفريضة دينية على اليهود القيام بها، والذي يسبق تيودور هرتزل والحركة الصهيونية.
ولد كاليشر بمدينة لشنو أو ليسا حينها في مقاطعة بوزنانيا البروسية (اليوم بولندا).

## روابط خارجية
- مقالة عن تسفي هيرش كاليشر
- زعماء الحركة الصهيونية
- المنظمة الصهيونية العالمية نسخة محفوظة 27 مايو 2013 على موقع واي باك مشين.